# Alberto Martins Torres
Alberto Martins Torres (Norfolk, 10 de dezembro de 1919 - São Paulo, 30 de dezembro de 2001) foi um aviador brasileiro, nascido nos Estados Unidos, que serviu no 1º Grupo de Aviação de Caça da Força Aérea Brasileira que atuou em conjunto com a FEB na campanha da Itália, durante a Segunda Guerra Mundial.

## Biografia
Filho do diplomata Aluizio Martins Torres, nasceu nos Estados Unidos durante missão no estrangeiro e morou em Barbados, Munique, Constantinopla e, finalmente, aos 15 anos veio morar em Ipanema, no Rio de Janeiro.
Após a guerra foi advogado, aviador e empresário, tendo sido o fundador da TABA (Transporte Aéreo da Bacia Amazônica) e em 1966 implementou no Brasil a empresa de transporte de valores Brinks, onde atuou como superintendente por mais de 25 anos.
Em janeiro de 1941 é oficialmente criada a Força Aérea Brasileira e com o intuito de capacitar jovens aviadores para uma possível entrada na Segunda Guerra Mundial, a FAB implanta seu programa de Formação de Oficiais da Reserva Aérea e passa a enviar voluntários aos Estados Unidos para treinamento junto à USAAC (Corpo Aéreo do Exército). Torres foi um dos primeiros voluntários e embarca com destino ao aeródromo de Randolph Field, cinco dias após o ataque japonês à Pearl Harbour. Com o curso finalizado e após retornar ao Brasil, o então Aspirante Aviador Torres é destacado a servir junto ao 1º Grupo de Patrulha, sediada na cidade do Rio de Janeiro e que contava com as aeronaves Lockheed A-28 Hudson e Consolidated PBY Catalina. Realizou o estágio operacional na Base Aeronaval da marinha americana (US Navy) localizada em Aratú - BA, tornando-se apto a realizar missões de patrulhamento marítimo e escolta de comboios navais.
Na manhã do dia 31 de julho de 1943, Torres embarca como tripulante extra no PBY-5 batizado de Arará, (em homenagem ao navio brasileiro afundado por submarino alemão) e decola da Base Aérea do Galeão para cumprir missão de proteção ao comboio JT-3. Após meia hora de voo, Torres assume os controles do aerobote, minutos antes das nove horas localizam o alvo, o submarino alemão U-199 que estava em missão de patrulha nas proximidades da cidade fluminense de Cabo Frio e o atacaram:  
"Iniciamos o mergulho raso, eu nos comandos e Miranda como comando das bombas. Foram reiteradas as instruções para que, quando fosse dada a ordem, todas as metralhadoras deveriam atirar, mesmo as sem ângulo, segundo a doutrina, para efeito moral. Já a uns 300 metros de altitude e as menos de um quilômetro do submarino podíamos ver nitidamente as suas peças de artilharia e o traçado poligônico de sua camuflagem que variava do cinza claro ao azul cobalto. Para acompanhar sua marcha havíamos guinado um pouco para boreste, ficando situados, por coincidência, exatamente entre o submarino e o sol às nossas costas. Até então nenhuma reação das peças do submarino. 
Quando acentuamos um pouco o mergulho para o início efetivo do ataque, o U-199 guinou fortemente para boreste completando uma curva de 90 graus e se alinhou exatamente com o eixo da nossa trajetória, com a proa voltada para nós. Percebi uma única chama alaranjada da peça do convés de vante, e, por isso, efetuei alguma ação evasiva até atingir uns cem metros de altitude, quando o avião foi estabilizado para permitir o perfeito lançamento das bombas. Com todas as metralhadoras atirando nos últimos duzentos metros, frente a frente com o objetivo, soltamos a fieira de cargas de profundidade pouco à proa do submarino.
Elas detonaram no momento exato em que o U-199 passava sobre as três, uma na proa, uma a meia-nau e outra na popa. A proa do submersível foi lançada fora d’água e, ali mesmo ele parou, dentro dos três círculos de espuma branca deixadas pelas explosões."
Após o ataque, foram atirados botes salva-vidas para o resgate de 12 tripulantes sobreviventes. Alberto Martins Torres é reconhecido como o único piloto brasileiro responsável por um afundamento confirmado de um submarino do Eixo em águas nacionais, e pelo feito foi condecorado pelos EUA com a Distinguished Flying Cross.
No início de 1944, desliga-se do 1º Grupo de Patrulha, após completar 64 missões de patrulhamento e seguiu voluntário junto ao 1º Grupo de Aviação de Caça, para combater na Itália. Com o final das hostilidades, sagrou-se como o piloto brasileiro com maior número de missões de combate sendo creditado na Frente do Mediterrâneo com 99 (noventa e nove) missões de ataque e 1 (uma) missão de defesa, totalizando 100 missões; tendo sido integrante e líder da esquadrilha Red, parte do 1º Grupo de Aviação de Caça da Força Aérea Brasileira, comandado pelo Brigadeiro Nero Moura.
Escreveu um livro contando as suas aventuras aeronáuticas, "Overnight Tapachula", publicado em 1985 pela editora Revista da Aeronáutica.
Faleceu no dia 30 de dezembro de 2001, aos 82 anos.

## Condecorações

### Brasil
- Medalha da Campanha da Itália
- Cruz de Aviação Fita A
- Cruz de Aviação Fita B
- Medalha da Campanha do Atlântico Sul
- Ordem do Mérito Aeronáutico

### Estados Unidos
- Duas Distinguished Flying Cross com 4 palmas
- Air Medal com 04 palmas
- Citação Presidencial de Unidade (coletiva)

### França
- Croix de Guerre com palma